# Zelenka Pál
Zelenka Pál (Csehberek, 1839. augusztus 19. – Miskolc, 1910. december 4.) a Tiszai evangélikus egyházkerület püspöke 1890-től haláláig, egyházi író.

## Élete
Teológiai tanulmányait Pozsonyban és Jénában végezte. 1862-től Irsán, 1866-tól Miskolcon lett lelkész. 1869-től egyházmegyei főesperes, 1874-től egyházkerületi főjegyző, 1880-tól zsinati tag volt. 1890-ben a tiszai egyházkerület püspöke lett. 
1886-tól elnöke volt az evangélikus egyetemes gyámintézetnek, alapítója és 1884-1887 között a Gyámintézet című lap szerkesztője. Számos cikke jelent meg budapesti és pozsonyi protestáns egyházi folyóiratokban is.

## Emléke
- Zelenka Pál Evangélikus Szolidaritási Alap

## Művei
- 1883 Emléklapok a miskolczi ágostai hitvallású evangélikus anyaegyház évszázados életkönyvéből. Miskolc.
- 1902 A miskolczi ágostai hitvallású evangélikus egyházközség nyilvános közkönyvtárának teljes jegyzéke 1901-ről